# 발렌티나 체르베네시나
발렌티나 아다미우나 체르베네시나(우크라이나어: Валенти́на Ада́мівна Цербе-Не́сіна, 1969년 1월 9일 ~ )는 우크라이나의 바이애슬론 선수이다. 1994년 동계 올림픽 여자 7.5km 스프린트에서 동메달을 획득하였다. 